# Szivacskézilabda
A szivacskézilabda a kézilabdázás előkészítő játéka. A szivacskézilabdázás a gyermekek első, versenyélményt is nyújtó találkozása a labdával. Két reménynek ad esélyt. Egyrészt felkeltheti a mozgás, a rendszeres sportolás iránti vágyat, másrészt kezdeményezhet valamely sportjáték iránti érdeklődést, jelesül a kézilabdázás megkedvelését. A szivacskézilabdázás a legújabb “találmány”, ahol az iskolások körében szerveződött csapatok számára gólok, győztesek és vesztesek léteznek. A legügyesebb kézilabdás palánták pedig a sportág jövőjét építhetik.

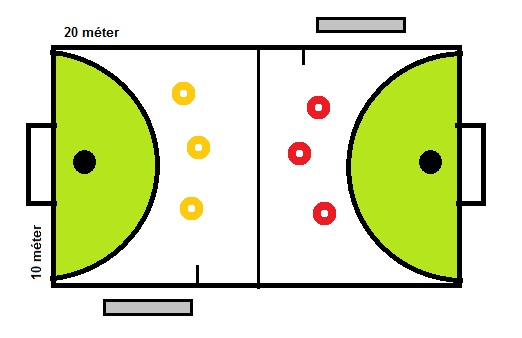
A pálya mérete [https://commons.wikimedia.org/wiki/File:Szivacs.jpg#/media/File:Szivacs.jpg

## Játéktér
A játéktér téglalap alakú terület, amelynek hossza 20 méter, szélessége 10-12 méter. A kapuelőtér vonal a kapu közepéből húzott 5,5 méter sugarú félkörív. Az alap – és oldalvonal 5 centiméter széles folytonos vonal. A cserevonal a középvonaltól mindkét irányban 250 cm távolságra lévő 15 cm hosszú szakasz. A kapu az alapvonal közepén áll, mérete: 150-160 centiméter magas és 240-250 centiméter széles.

## Labda
A labda: anyaga szivacs, 13-14 centiméter átmérőjű, 100-130 gr súlyú. Hivatalos mérkőzéseket a Student Comfort által gyártott labdával lehet megrendezni.

## Dobások
- szabaddobás
- büntető dobás
- bedobás
- kapura dobás

## Játékosok
A játéktéren egy időben 3 mezőnyjátékos és 1 kapus tartózkodhat. Egy mérkőzésre legalább 5 és legfeljebb 8 játékost lehet benevezni. A kapus a mezőnyben nem szerepeltethető ötödik mezőnyjátékosként.

## Játékidő
2 x 10 perc (2 perc szünettel) a játékidő és időkérés nincs.

## Büntetések
Büntetések: figyelmeztetés; 1 perces kiállítás; a harmadszori kiállítás kizárást von maga után. A súlyos szabálytalanságért, sportszerűtlen magatartásért azonnali piros lappal kizárt játékos a soron következő egy mérkőzésen nem szerepelhet. Minden egyéb esetben a kézilabdázás érvényben lévő játékszabályait kell alkalmazni.

## Tartalom
- A szivacskézilabda pálya mérete
- A szivacskézilabda
- Dobások
- Játékosok
- A szivacskézilabda játékideje
- Büntetések